# Cocapata
Cocapata es una localidad y municipio de Bolivia, ubicada en la provincia de Ayopaya del departamento de Cochabamba. El municipio tiene una superficie de 7.060,16 km² y cuenta con una población de 18.076 habitantes (según el Censo INE 2012). La localidad capital se encuentra a 3190 m s. n. m. y está a 113 km de la ciudad de Quillacollo y a 124 km la ciudad de Cochabamba, capital departamental.
Los habitantes utilizan esencialmente el idioma quechua y castellano, sin embargo existen comunidades en las que se hablan además el aimara.
El municipio es relativamente nuevo, siendo creado el 6 de febrero de 2009 mediante la Ley Nro. 4007 junto con otros dos municipios en el país, desprendiéndose así del municipio de Morochata.

## Geografía
El municipio de Cocapata cuenta con una gran diversidad de pisos ecológicos, entre los principales están la puna alto andino que abarca un 30% de su territorio, valles interandinos 20%, sub trópico 30% y 20% trópico que comprende la región colorados al extremo norte del municipio.
Limita al sur con los municipios de Independencia y Morochata en la misma provincia de Ayopaya, al suroeste con la provincia de Quillacollo, al este con la provincia del Chapare, al norte con el departamento del Beni y al oeste con el departamento de La Paz. Por su territorio pasa la Serranía de Mosetenes en dirección noroeste-sureste.

## Demografía
De acuerdo con el censo boliviano de 2024, la población del municipio de Cocapata es de 19 967 habitantes.
La población del municipio aumentó en más de la mitad entre 1992 y 2024:
| Año  | Habitantes (municipio) | Fuente |
| ---- | ---------------------- | ------ |
| 1992 | 12.722                 | Censo  |
| 2001 | 13.567                 | Censo  |
| 2012 | 17.589                 | Censo  |
| 2024 | 19.967                 | Censo  |

## Atractivos turísticos
En el municipio de Cocapata existen montañas, valles y trópico donde se pueden realizar actividades de turismo de aventura y cuenta con atractivos naturales y culturales de gran interés para el turista nacional y extranjero. Entre ellos se encuentran:
- Cascada de Kalahuanca: mide unos 100 metros de altura con una caída que aumenta su caudal desde el mes de septiembre hasta abril.
- Lagunas naturales de Altamachi: alrededor de 100 lagunas naturales se encuentran en la región de Altamachi, la mayoría de ellas con recursos piscícolas.
- Pinturas rupestres Incacasani: ubicado a 4 km al norte de la comunidad de Incacasani, con un trecho de caminata de ascenso de 1 km hasta llegar al sitio.
- Pinturas rupestres Altamachi Wasa Cumbre: ubicado al este de la comunidad de Machacayma, con un trecho de bajada de 1 km.